# E2F
E2F – oznaczenie rodziny czynników transkrypcyjnych w wyższych komórkach eukariotycznych. W skład tej rodziny wchodzą następujące białka:
- aktywatory – E2F1, E2F2 i E2F3a oraz
- inhibitory – E2F3b, E2F4-8.

Wszystkie z nich biorą udział w regulacji cyklu komórkowego, a w szczególności przejścia fazowego G1/S.

## Struktura
Sekwencja Homo sapiens mRNA E2F1 lub
- białka E2F1 z bazy danach NCBI.

## Cele transkrypcyjne
- Cykl komórkowy: CCNA1,2, CCND1,2, CDK2, MYB, E2F1,2,3, TFDP1, CDC25A
- Regulatory negatywne: E2F7, RB1, TP107, TP21
- Checkpoints: TP53, BRCA1 i BRCA2, BUB1
- Apoptoza: TP73, APAF1, CASP3,7,8, MAP3K5,14
- Synteza nukleotydów: thymidine kinase (tk), thymidylate synthase (ts), DHFR
- Naprawa DNA: BARD1, RAD51, UNG1,2
- Duplikacja DNA: PCNA, histon H2A, DNA pol{\displaystyle \alpha } i {\displaystyle \delta ,} RPA1,2,3, CDC6, MCM2,3,4,5,6,7